# Пахарес-де-Адаха
Пахарес-де-Адаха (ісп. Pajares de Adaja) — муніципалітет в Іспанії, у складі автономної спільноти Кастилія-і-Леон, у провінції Авіла. Населення — 194 особи (2010).
Муніципалітет розташований на відстані близько 95 км на північний захід від Мадрида, 30 км на північ від Авіли.

## Демографія
Динаміка населення (INE ):

## Персоналії
- Анхель Асебес (* 1958) — іспанський політик.